# 绢叶异裂菊
绢叶异裂菊（学名：Heteroplexis sericophylla）是菊科异裂菊属的植物，是中国的特有植物。分布在中国大陆的广西等地，生长于海拔340米的地区，多生长在丘陵疏林中，目前尚未由人工引种栽培。